# Hemofilia
Hemofilia é uma doença genética essencialmente hereditária que compromete a capacidade do corpo em formar coágulos sanguíneos, um processo necessário para parar as hemorragias. A condição leva a que as pessoas sangrem facilmente ou com frequência mesmo após pequenas lesões, a que se formem facilmente contusões e a que aumente o risco de hemorragias nas articulações ou no cérebro. As pessoas com formas mais ligeiras da doença podem manifestar sintomas apenas na sequência de um acidente ou durante cirurgias. As hemorragias nas articulações podem resultar em lesões permanentes e hemorragias cerebrais podem resultar em cefaleias crónicas, ataques apopléticos ou diminuição do nível de consciência.
Existem dois tipos principais de hemofilia: hemofilia A, causada por deficiência de fator de coagulação VIII, e hemofilia B, causada por deficiência de fator de coagulação IX. Estes dois tipos são geralmente herdados de um dos progenitores por via de um cromossoma X com um gene não funcional. Em casos raros, pode também ser adquirida, sendo causada por uma mutação genética durante as fases iniciais do desenvolvimento ou adquirida em idade adulta devido à formação de anticorpos que atacam os fatores de coagulação. Entre outros tipos menos comuns estão a hemofilia C, causada por deficiência de fator XI, e a deficiência em fator V. A hemofilia adquirida está associada a cancros, doenças autoimunes e à gravidez. O diagnóstico da condição é feito mediante análises ao sangue, em que é avaliada a capacidade de coagulação e a quantidade de fatores de coagulação.
No contexto de fertilização in vitro, a prevenção pode ser realizada removendo um óvulo, fecundando-o e examinando o embrião antes de ser transferido para o útero. O tratamento consiste na reposição dos fatores de coagulação em falta. A reposição pode ser realizada a intervalos regulares ou durante episódios de hemorragias, e tanto pode ser feita em casa como no hospital. Os fatores de coagulação podem ser produzidos a partir de sangue humano ou produzidos ou através da produção de proteínas recombinantes. Até 20% das pessoas com hemofilia desenvolvem anticorpos que atacam os fatores de coagulação, o que dificulta o tratamento. Em pessoas com hemofilia A ligeira pode ser administrada  desmopressina. Estão atualmente a decorrer os primeiros ensaios clínicos em seres humanos para terapia genética.
A hemofilia A afeta cerca de 1 em cada 5000-10 000 homens e a hemofilia B cerca de 1 em cada 40 000 homens à nascença. Uma vez que as hemofilias A e B são doenças recessivas ligadas ao X, raramente afetam de forma significativa as mulheres. No entanto, algumas mulheres com um gene não funcional num dos cromossomas X podem apresentam sintomas ligeiros. A hemofilia C ocorre de forma igual entre ambos os sexos e a maioria dos casos ocorre entre os Asquenazes. No século XIX, a hemofilia era uma condição comum entre as famílias reais europeias. A distinção entre hemofilia A e B foi estabelecida em 1952. O termo tem origem no grego αἷμα (haima, sangue) e φιλία (filia, afeição).

## Sinais e sintomas
Os sintomas característicos variam de acordo com a gravidade. Em geral os sintomas são episódios de sangramento interno ou externo. Pacientes com hemofilia mais grave sofrem sangramentos mais graves e mais frequentes, enquanto os pacientes com hemofilia leve geralmente sofrem os sintomas mais leves, exceto após a cirurgia ou trauma grave. Hemofílicos moderados têm sintomas variáveis que se manifestam ao longo de um espectro entre formas graves e leves.
Em ambas hemofilias A e B, ocorre sangramento espontâneo, mas um tempo de sangramento normal, tempo de protrombina normal, o tempo normal de trombina, mas prolonga o tempo de tromboplastina parcial. Hemorragia interna é comum em pessoas com hemofilia A grave e algumas pessoas com hemofilia moderada. O tipo mais característico de hemorragia interna é um sangramento articular onde o sangue entra nos espaços articulares. Isso é mais comum com os hemofílicos graves e podem ocorrer espontaneamente (sem trauma evidente). Se não for tratada rapidamente, hemorragias nas articulações podem levar a lesões articulares permanentes e desfiguração. Sangramento em tecidos moles, como músculos e tecidos subcutâneos é menos grave, mas pode levar  danos e requer tratamento.

## Diagnóstico
- Dosagens dos respectivos fatores de coagulação.
- No caso de deficiência do fator VIII deve-se procurar diferenciar a doença da doença de von Willebrand. Na doença de von Willebrand pode ocorrer também uma diminuição do fator VIII.

## Tratamento
Não há cura para a hemofilia,mas existem vários estudos que procuram a melhora do tratamento. Controla-se a doença com injeções regulares dos fatores de coagulação deficientes. Alguns hemofílicos desenvolvem anticorpos (chamadas de inibidores) contra os fatores que lhe são dados através do tratamento.
- Severa: o paciente deve receber produtor do plasma para evitar ou controlar episódios de sangramento durante toda sua vida. O nível dos fatores tem que ser elevado pra +/- 30%

Preparações terapêuticas pro fator VIII: CRIOPRECIPITADO e concentrado liofilizado de fator VIII comerciais.
O concentrado de fator IX existe sob a forma de proteína isolada (Concentrado de Fator IX liofilizado) ou sob a forma de "complexo de protrombina concentrado" liofilizado que é uma mistura contendo os fatores (II, V, VII e IX) que se apresenta também sob forma de liófilo.
- Leve: terapêutica de reposição apenas depois de um trauma ou para evitar sangramento pós-operatório.

Mais recentemente apareceram os concentrados comerciais de Fator VIII e IX advindos da engenharia genética, esses produtos não são obtidos a partir da purificação do plasma humano, mas sim da manipulação de organismos transgênicos que carregam o gene que expressa as referidas proteínas.

## História
O Talmude e os rabinos subsequentes conheciam a hemofilia, e sabiam que a transmissão hereditária se dava através da mãe, que não sofria da doença. Segundo o Talmude uma criança não deveria ser circuncidada se já tivessem morrido dois irmãos em tal procedimento, ou mesmo se houvessem morrido dois primos, filhos de irmãs:
Porque foi ensinado: se ela circuncidou o primeiro filho, e ele morreu, e um segundo filho também morreu, ela não deve circuncidar o terceiro filho. (...) Aconteceu uma vez com quatro irmãs de Séforis, que a primeira circuncidou seu filho, e ele morreu, em seguida a segunda circuncidou e ele também morreu, e quando a terceira circuncidou, ele também morreu. A quarta foi ao Rabino Simeon ben Gamaliel, e ele disse que ela não deveria circuncidar seu filho, mas é possível que ele teria dito a mesma coisa para a terceira irmã.
No século XII, o médico árabe Abulcasis descreveu um caso de uma família cujos homens haviam morrido de sangramento após pequenos ferimentos. Em 1803, o médico norte-americano John Conrad constatou que havia "tendências a sangramentos em algumas famílias." Ele chegou a conclusão que a doença era hereditária e acometia mais homens do que mulheres.
O termo hemofilia apareceu pela primeira vez em 1828 por Hopff da Universidade de Zurique. Em 1937, Patek e Taylor, dois médicos de Harvard descobriram a globulina anti-hemofílica. Pavlosky, um médico de Buenos Aires, separou a Hemofilia A e Hemofilia B laboratorialmente. Este teste era feito transferindo o sangue de um hemofílico para outro hemofílico. O fato corrigia o sangramento, comprovando que havia mais de um tipo de hemofilia.
A hemofilia é, muitas vezes, associada à história da Monarquia na Europa. A rainha Vitória passou a doença ao seu filho Leopoldo, e através de várias das suas filhas, a várias famílias reais Europeias, incluindo as famílias reais da Espanha, Alemanha, e Rússia. Alexei Romanov, filho do Czar Nicolau II da Rússia, foi um dos descendentes da Rainha Vitória que herdou a doença.
Durante as décadas de 1970 e 1980 a falta de outras modalidades de tratamento e a insuficiência de tecnologia para diagnosticar alguns vírus como o da AIDS acarretou em contaminação em grande escala da população hemofílica que dependiam de constantes transfusões de sangue. Mas este é um cenário que não está totalmente no passado, a maioria absoluta, em torno de 75%, da população mundial de hemofílicos não dispõe dos medicamentos básicos para o tratamento desta patologia, ficando ainda, estes, sujeitos às transfusões de sangue que pode lhes salvar a vida como também pode tirá-la.
|  |  |

O dia 17 de abril é considerado o Dia do Hemofílico.